# パウロ・フットレ
パウロ・ジョルジュ・ドス・サントス・フットレ（ポルトガル語: Paulo Jorge dos Santos Futre, 1966年2月28日 - ）は、ポルトガル・モンティージョ出身の元サッカー選手。ポジションはFW（ウイング）、MF（攻撃的MF）。鋭いドリブルを武器とした 。左利きだが、両足が使え、優れたパスを供給するチャンスメーカーとしても知られ、甘いマスクで女性ファンの人気も集めた。

## 経歴
1983年、スポルティングCPの下部組織を経て、17歳で1部リーグにデビュー、すぐにポルトガル代表にも選出された。ポルトガル代表では、1983年9月22日のフィンランド戦でデビュー。41試合で6ゴールを記録、1986 FIFAワールドカップにも出場し、1995年まで代表でプレーした。
1984年にFCポルトへ移籍、鋭いドリブルをみせるなど能力を発揮し、1984-85、1985-86シーズンのリーグ連覇、1986-87シーズンのチャンピオンズカップでは、準決勝のディナモ・キエフ戦1stレグでゴールを決め、決勝進出に貢献、決勝でバイエルン・ミュンヘンを2-1と破り優勝を果たした。1987年のUEFA欧州最優秀選手賞の投票では、ルート・フリットに次ぐ2位に選出された。本人は受賞を確信していたが、フリット106票、フットレは91票、シルヴィオ・ベルルスコーニが自分のチームのフリットに受賞させるため、票を買収するなどの不正を行ったのではないかという報道もあり、論争や非難が起きた。
1987-88シーズンからはアトレティコ・マドリードへ移籍。ここではキャプテンを務めた。1987-88シーズン終了後、ASローマへの移籍で個人合意したものの、クラブ間合意に至らず、移籍は破談となった。1990-91シーズンにコパ・デル・レイを制し、1991-92の同大会決勝のレアル・マドリード戦ではゴールを決め、優勝に貢献、また、同シーズンのリーガ得点王になったマノロ・サンチェスに沢山のアシストを決めた。しかし、この頃、度重なる悪質なファールを受けてきたことから、膝の調子が思わしくない状態となりつつあり、1992-93シーズン途中にベンフィカへ移籍。ファンから熱狂的な歓迎を受けた。タッサ・デ・ポルトガル決勝のボアヴィスタ戦で2ゴールを決め、同大会の優勝をもたらした。
1993-94シーズン、マルセイユに移籍するも、怪我に悩まされただけでなく、ドラガン・ストイコビッチとのポジション争いもあった。更にシーズン中に前年度の八百長問題が発覚したことで、ボクシッチ、デサイーらの主力選手たちがチームを去る中、フットレにはACミランが獲得に興味を示していたが、レッジャーナに移籍、移籍後初出場のクレモネーゼ戦で決勝ゴールを決め、チーム史上セリエAでの初勝利を呼び込むも、その試合でラフプレーを受け負傷し、シーズンを終えた。翌1994-95シーズンも怪我で多くの試合を欠場し、12試合で4得点に終わった。また、チームはセリエBへの降格が決定した。
1994-95シーズン終了後すぐにACミランに移籍、プレシーズンのアジアツアーからチームに帯同し、清水エスパルス戦で移籍後初ゴールを決めるなどの活躍を見せた。しかし、加入から6週間後、右膝を負傷して手術を受け、1995-96シーズンをほぼ棒に振った。チームは優勝を果たすも、セリエA最終節のクレモネーゼ戦に出場。この試合では、ボールを受けるごとにファンからは暖かい拍手を送られた。
1996年にウェストハムに移籍したが、10番以外の番号でのプレーを拒否した、怪我もあって9試合のみの出場に終わる。アトレティコ・マドリードへの復帰を経て、1998年にカルロス・レシャックが監督を務めていた、横浜フリューゲルスに加入、レディアコフらと攻撃陣をリードした。Jリーグデビュー2戦目の5月5日のサンフレッチェ広島戦で初ゴールを決め、5月9日のアビスパ福岡戦、再開後の7月25日のコンサドーレ札幌戦と3試合連続ゴールを決めたが、セカンドステージ9月26日のベルマーレ平塚戦の後、9月28日にレシャックが成績不振で監督を退任すると、以降出場することはなく、32歳で引退した。Jリーグでは13試合3ゴールに終わった。

## エピソード
2014年11月、ポルトガルの新聞『レコルト』においてアトレティコ・マドリード時代に八百長を当時のアトレティコ会長ヘスス・ヒルより持ち掛けられたことを告白した。

## 個人成績
| 国内大会個人成績 | 国内大会個人成績 | 国内大会個人成績 | 国内大会個人成績 | 国内大会個人成績 | 国内大会個人成績 | 国内大会個人成績 | 国内大会個人成績 | 国内大会個人成績 | 国内大会個人成績 | 国内大会個人成績 | 国内大会個人成績 |
| 年度             | クラブ           | 背番号           | リーグ           | リーグ戦         | リーグ戦         | リーグ杯         | リーグ杯         | オープン杯       | オープン杯       | 期間通算         | 期間通算         |
| 年度             | クラブ           | 背番号           | リーグ           | 出場             | 得点             | 出場             | 得点             | 出場             | 得点             | 出場             | 得点             |
| ポルトガル       | ポルトガル       | ポルトガル       | ポルトガル       | リーグ戦         | リーグ戦         | リーグ杯         | リーグ杯         | ポルトガル杯     | ポルトガル杯     | 期間通算         | 期間通算         |
| ---------------- | ---------------- | ---------------- | ---------------- | ---------------- | ---------------- | ---------------- | ---------------- | ---------------- | ---------------- | ---------------- | ---------------- |
| 1983-84          | スポルティングCP |                  | リーガ           | 21               | 3                |                  |                  |                  |                  |                  |                  |
| 1984-85          | ポルト           |                  | リーガ           | 30               | 6                |                  |                  |                  |                  |                  |                  |
| 1985-86          | ポルト           |                  | リーガ           | 26               | 7                |                  |                  |                  |                  |                  |                  |
| 1986-87          | ポルト           |                  | リーガ           | 25               | 12               |                  |                  |                  |                  |                  |                  |
| スペイン         | スペイン         | スペイン         | スペイン         | リーグ戦         | リーグ戦         | 国王杯           | 国王杯           | オープン杯       | オープン杯       | 期間通算         | 期間通算         |
| 1987-88          | A・マドリード    |                  | プリメーラ       | 35               | 8                | 3                | 1                |                  |                  |                  |                  |
| 1988-89          | A・マドリード    |                  | プリメーラ       | 28               | 5                | 7                | 0                |                  |                  |                  |                  |
| 1989-90          | A・マドリード    |                  | プリメーラ       | 26               | 10               | 2                | 0                |                  |                  |                  |                  |
| 1990-91          | A・マドリード    |                  | プリメーラ       | 26               | 3                | 6                | 1                |                  |                  |                  |                  |
| 1991-92          | A・マドリード    |                  | プリメーラ       | 31               | 6                | 6                | 5                |                  |                  |                  |                  |
| 1992-93          | A・マドリード    |                  | プリメーラ       | 16               | 5                | 2                | 0                |                  |                  |                  |                  |
| ポルトガル       | ポルトガル       | ポルトガル       | ポルトガル       | リーグ戦         | リーグ戦         | リーグ杯         | リーグ杯         | ポルトガル杯     | ポルトガル杯     | 期間通算         | 期間通算         |
| 1993             | ベンフィカ       |                  | リーガ           | 11               | 3                |                  |                  | 2                | 2                |                  |                  |
| フランス         | フランス         | フランス         | フランス         | リーグ戦         | リーグ戦         | F・リーグ杯      | F・リーグ杯      | フランス杯       | フランス杯       | 期間通算         | 期間通算         |
| 1993             | マルセイユ       |                  | アン             | 8                | 2                |                  |                  |                  |                  |                  |                  |
| イタリア         | イタリア         | イタリア         | イタリア         | リーグ戦         | リーグ戦         | イタリア杯       | イタリア杯       | オープン杯       | オープン杯       | 期間通算         | 期間通算         |
| 1993-94          | レッジャーナ     |                  | セリエA          | 1                | 1                |                  |                  |                  |                  |                  |                  |
| 1994-95          | レッジャーナ     |                  | セリエA          | 12               | 4                |                  |                  |                  |                  |                  |                  |
| 1995-96          | ミラン           |                  | セリエA          | 1                | 0                |                  |                  |                  |                  |                  |                  |
| イングランド     | イングランド     | イングランド     | イングランド     | リーグ戦         | リーグ戦         | FLカップ         | FLカップ         | FAカップ         | FAカップ         | 期間通算         | 期間通算         |
| 1996-97          | ウェストハム     |                  | プレミア         | 9                | 0                |                  |                  |                  |                  |                  |                  |
| スペイン         | スペイン         | スペイン         | スペイン         | リーグ戦         | リーグ戦         | 国王杯           | 国王杯           | オープン杯       | オープン杯       | 期間通算         | 期間通算         |
| 1997-98          | A・マドリード    |                  | プリメーラ       | 10               | 0                | 0                | 0                |                  |                  |                  |                  |
| 日本             | 日本             | 日本             | 日本             | リーグ戦         | リーグ戦         | リーグ杯         | リーグ杯         | 天皇杯           | 天皇杯           | 期間通算         | 期間通算         |
| 1998             | 横浜F            | 31               | J                | 13               | 3                | 3                | 0                | 0                | 0                | 16               | 3                |
| 通算             | ポルトガル       | ポルトガル       | リーガ           | 113              | 31               |                  |                  |                  |                  |                  |                  |
| 通算             | スペイン         | スペイン         | プリメーラ       | 172              | 37               |                  |                  |                  |                  |                  |                  |
| 通算             | フランス         | フランス         | アン             | 8                | 2                |                  |                  |                  |                  |                  |                  |
| 通算             | イタリア         | イタリア         | セリエA          | 14               | 5                |                  |                  |                  |                  |                  |                  |
| 通算             | イングランド     | イングランド     | プレミア         | 9                | 0                |                  |                  |                  |                  |                  |                  |
| 通算             | 日本             | 日本             | J                | 13               | 3                | 3                | 0                | 0                | 0                | 16               | 3                |
| 総通算           | 総通算           | 総通算           | 総通算           | 329              | 78               |                  |                  |                  |                  |                  |                  |

### 代表での成績
出典
| ポルトガル代表 | 国際Aマッチ | 国際Aマッチ |
| 年             | 出場        | 得点        |
| -------------- | ----------- | ----------- |
| 1983           | 1           | 0           |
| 1984           | 4           | 0           |
| 1985           | 4           | 1           |
| 1986           | 4           | 0           |
| 1987           | 2           | 0           |
| 1988           | 1           | 0           |
| 1989           | 4           | 1           |
| 1990           | 1           | 0           |
| 1991           | 8           | 2           |
| 1992           | 3           | 0           |
| 1993           | 8           | 2           |
| 1994           | 0           | 0           |
| 1995           | 1           | 0           |
| 通算           | 41          | 6           |

### 代表での得点
| # | 開催日        | 開催地               | 対戦国         | 結果 | 大会                          |
| - | ------------- | -------------------- | -------------- | ---- | ----------------------------- |
| 1 | 1983年3月26日 | ポルトガル、リスボン | ルーマニア     | 2-3  | 親善試合                      |
| 2 | 1983年3月26日 | スイス、ヌーシャテル | チェチェン     | 2-1  | 1990 FIFAワールドカップ・予選 |
| 3 | 1983年3月26日 | ギリシャ、アテネ     | ギリシャ       | 3-2  | UEFA EURO '92予選             |
| 4 | 1983年3月26日 | マルタ、タ・アーリ   | マルタ         | 1-0  | UEFA EURO '92予選             |
| 5 | 1983年3月26日 | ポルトガル、リスボン | スコットランド | 5-0  | 1994 FIFAワールドカップ・予選 |
| 6 | 1983年3月26日 | ポルトガル、リスボン | エストニア     | 3-0  | 1994 FIFAワールドカップ・予選 |

## 個人タイトル
- ポルトガル年間最優秀選手賞：2回 (1986, 1987)
- 20世紀の偉大なサッカー選手100人 99位 (ワールドサッカー誌選出 1999)